# U-660
Unterseeboot 660 foi um submarino alemão do Tipo VIIC, pertencente a Kriegsmarine que atuou durante a Segunda Guerra Mundial.
O U-660 esteve em operação no ano de 1942, realizando neste período 3 patrulhas de guerra, nas quais afundou dois e danificou outros dois navios aliados, num total de 20513 toneladas de arqueação.
Foram abertos buracos em seu casco para afundar próximo de Oran  no dia 12 de novembro de 1942 após ser fortemente danificado por cargas de profundidade lançadas pelas corvetas HMS Lotus e HMS Starwort que causaram a morte de dois tripulantes, deixando 45 sobreviventes.

## Comandantes
| Comandante       | Data                                          |
| ---------------- | --------------------------------------------- |
| Kptlt. Götz Baur | 8 de janeiro de 1942 - 12 de novembro de 1942 |

## Subordinação
Durante o seu tempo de serviço, esteve subordinado às seguintes flotilhas:
| Período                                        | Flotilha                                   |
| ---------------------------------------------- | ------------------------------------------ |
| 8 de janeiro de 1942 - 31 de julho de 1942     | 5. Unterseebootsflottille (treinamento)    |
| 1 de agosto de 1942 - 31 de outubro de 1942    | 9. Unterseebootsflottille (serviço ativo)  |
| 1 de novembro de 1942 - 12 de novembro de 1942 | 29. Unterseebootsflottille (serviço ativo) |

## Operações conjuntas de ataque
O U-660 participou das seguinte operações de ataque combinado durante a sua carreira:
- Rudeltaktik Steinbrinck (6 de agosto de 1942 - 11 de agosto de 1942)
- Rudeltaktik Lohs (11 de agosto de 1942 - 28 de agosto de 1942)
- Rudeltaktik Tümmler (3 de outubro de 1942 - 11 de outubro de 1942)
- Rudeltaktik Wal (10 de novembro de 1942 - 12 de novembro de 1942)

## Coordenadas
1. ↑  em posição 36° 07' N 2° O